# Rørhvene
Rørhvene (Calamagrostis) er en planteslægt, der er udbredt over hele Europa. Her nævnes kun de arter og hybrider, der kan ses i Danmark eller Skandinavien.
| Beskrevne arter |

- Engrørhvene (Calamagrostis canescens)
- Bjergrørhvene (Calamagrostis epigeios)
- Brun rørhvene (Calamagrostis purpurea)
  - Underart: Kratrørhvene (Calamagrostis purpurea ssp. langsdorfii)
- Kalkrørhvene (Calamagrostis varia)
- Langes rørhvene (Calamagrostis hyperborea)
- Laplandsrørhvene (Calamagrostis lapponica)
- Norsk rørhvene (Calamagrostis chalybaea')
- Purpurrørhvene (Calamagrostis purpurascens)
- Skovrørhvene (Calamagrostis arundinacea)
- Stivtoppet rørhvene (Calamagrostis stricta)

| Hybrider |

- Calamagrostis arundinacea x canescens
- Sandrørhvene (Calamagrostis x acutifolia)